# Bellevaux (Luxemburg)
Bellevaux (Waals: Belvå-dlé-Bouyon) is een dorpje in de Belgische provincie Luxemburg en een deelgemeente van de stad Bouillon.

## Geschiedenis
In het begin van de 19de eeuw werd Bellevaux bij de gemeente Noirefontaine ondergebracht. In 1897 werd Bellevaux afgesplitst van Noirefontaine als zelfstandige gemeente.
Bij de gemeentelijke fusies van 1977 werd Bellevaux een deelgemeente van Bouillon.

## Demografische ontwikkeling
- Bronnen:NIS, Opm:1831 tot en met 1970=volkstellingen, 1976= inwoneraantal op 31 december

## Bezienswaardigheden
- De Sint-Lambertuskerk uit 1845

Deelgemeenten: Bellevaux · Bouillon · Corbion · Dohan · Les Hayons · Noirefontaine · Poupehan · Rochehaut · Sensenruth · Ucimont · Vivy

Overige dorpen: Botassart · Curfoz · Frahan · Mogimont

Overige kernen: Ban d'Alle · Bas Dohan · Beauchenai · Bèrôpré · Bodimont · Boulet · Briahan · Château-le-Duc · Claimont · Closures · Combra · Dessus le Moulin · Germauchamps · Grand Hez · Gros Hêtre · L'Espérance · La Boûle · La Cornette · La Charité · La Gemelle · La Heurette · La Justice · La Patte d'Oie · La Pichelotte · La Ramonette · Lauwé · Laviot · Le Ban · Le Bondon · Le Couroi · Le Soyisse · Le Stayi · Les Blancs Cailloux · Les Champs Bouloi · Les Côtes · Les Crêtes de Frahan · Les Différends · Les Enclaves · Les Longs Champs · Les Quatre Chemins · Les Sentinés · Les Trois Fontaines · Loveté · Menuchenet · Merleux Han · Mohan · Moulin du Bochet · Pré Hoc · Remifontaine · Rond le Duc · Rond Napoléon · Scotifontaine · Tirifontaine · Vardon

Belgische gemeenten · Arrondissement Neufchâteau · Luxemburg · Wallonië